# مایکل ودلی
مایکل ودلی (انگلیسی: Michael Wadleigh؛ زادهٔ ۲۴ سپتامبر ۱۹۳۹) کارگردان و فیلم‌بردار اهل ایالات متحده آمریکا است.